# Зенит-Е

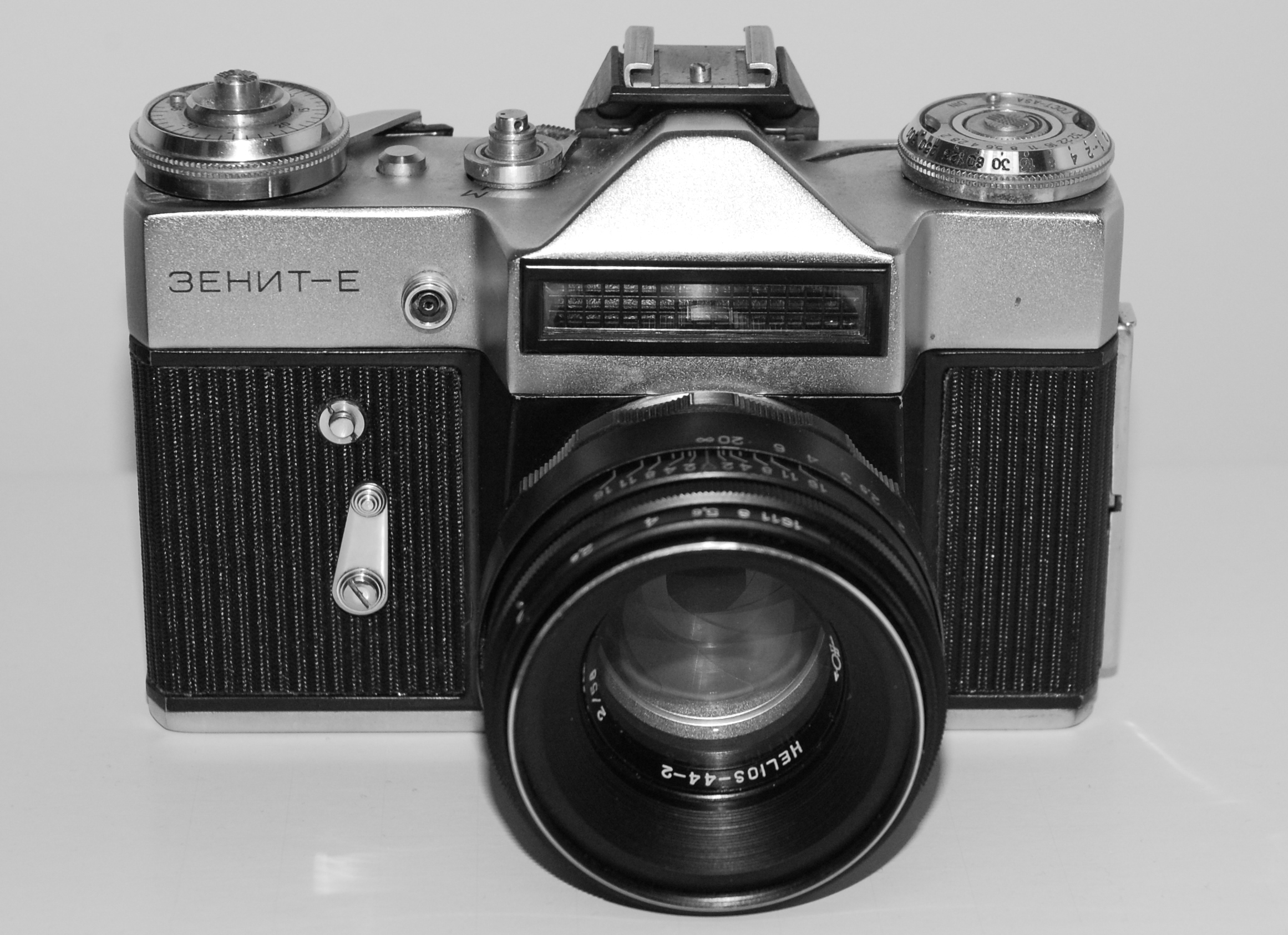
«Зенит-Е» з об’ктивом «Гелиос-44-2».

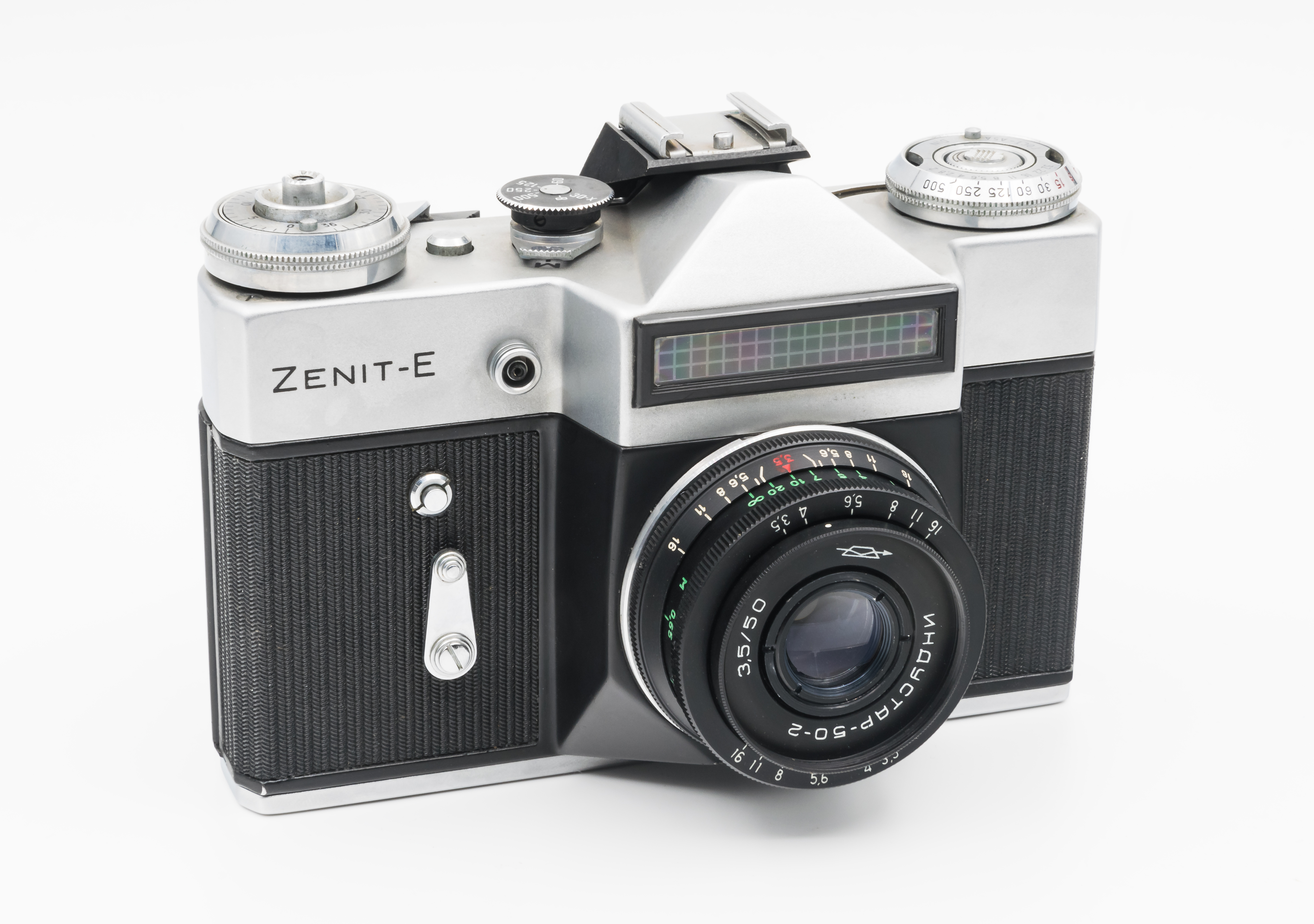
«Зенит-Е» з об’ктивом «Индустар-50-2»

Зени́т-Е — малоформатний однооб'єктивний дзеркальний фотоапарат з вбудованим незалежним експонометром. Розроблений на Красногорському механічному заводі (КМЗ) і випускався серійно в 1965-1982 рр. на КМЗ і з 1973 по 1986 р на Оптико-механічному заводі в м. Вілейка Білоруського оптико-механічного об'єднання (БелОМО). Випущений в кількості більше 8 млн шт.

## Технічні характеристики
- Корпус металевий з задньою стінкою, що відкривається.
- Курковий заведення затвора і перемотка плівки. Зворотне перемотування плівки висувною головкою.
- Тип застосовуваного фотоматеріалу — фотоплівка типу 135 в стандартних касетах. Розмір кадру 24 × 36 мм.
- Затвор — механічний, шторково-щілинний з горизонтальним рухом полотняних шторок. Витримка затвора: від 1/30 до 1/500 сек і «ручна».
- Видошукач дзеркальний, з незмінною пентапризмою. Фокусувальний екран — матове скло.
- Штатний об'єктив — «Индустар-50-2» 3,5/50 або «Гелиос-44-2» 2/58 з попередньою установкою діафрагми.
- Експонометр з селеновим елементом і двострілочним індикатором на верхній кришці
- Тип кріплення об’єктива — різьбове з’єднання M42×1/45,5.
- Синхроконтакт кабельний з регульованим часом випередження.
- Механічний автоспуск.
- Лічильник кадрів з ручним встановленням першого кадру
- Різьба штативного гнізда 1/4 дюйма.